# جون جاي ماكديرموت
جون جاي ماكديرموت (بالإنجليزية: John J. McDermott)‏ هو فيلسوف وأستاذ جامعي أمريكي، ولد في 5 يناير 1932، وتوفي في 30 سبتمبر 2018.